# Aérodrome de Siófok-Kiliti
L′aéroport de Siófok-Kiliti (hongrois : Siófok-Kiliti repülőtér) (code IATA : SFK • code OACI : LHSK) est un petit aéroport qui dessert la ville de Siófok, sur les bords du lac Balaton, dans le comitat de Somogy, en Hongrie. 
Il est situé à 5 kilomètres au sud de Siófok sur le territoire de la commune de Balatonkiliti. On y accède par la route principale 65 en direction de Tamási et Szekszárd.

## Histoire
En 1932, un avion s'est posé sur le champ près de Balatonkiliti où se trouve actuellement l'aéroport. Deux officiers de police sont arrivés pour présenter leur volonté de construire un aéroport. Il fut inauguré l'année suivante et a accueilli chaque année plusieurs compétitions et évènements aéronautiques nationaux et internationaux. On peut citer par exemple les Championnats du monde de voltige, les Championnats de deltaplane ainsi que la Coupe Prímagáz de montgolfière. 
On trouve également une école de pilote qui formait chaque été une petite dizaine de jeunes. L'aéroport offre la possibilité de faire décoller des planeurs, des deltaplanes mais également de faire de la voltige, du saut en parachute et de l'aviation sportive.

## Situation
| \| 50 km1:5 636 000 \| Fertőszentmiklós Győr-Pér Siófok-Kiliti Szeged Hévíz-Balaton Budapest-Ferenc Liszt Debrecen Pécs-Pogány Kecskemét |
| 50 km1:5 636 000 |